# Inégalités de revenus en Amérique latine
Les inégalités de revenus en Amérique latine et aux Caraïbes font référence aux écarts socio-économiques entre les habitants de la région. Les inégalités de revenus demeurent très marquées, et ce, en dépit de la forte croissance économique et de l’amélioration des indicateurs sociaux que l’on observe depuis le début du XXIe siècle.

## Contexte

### Causes économiques
En 2013, le Département des affaires économiques et sociales des Nations unies publie un rapport indiquant que : « La chute de la part salariale a été attribuée à l’impact des avancées technologiques qui favorisent l’économie de main d’œuvre et à un affaiblissement général des réglementations et des institutions du marché du travail. Cette chute risque de peser de façon disproportionnée sur les groupes à revenu intermédiaire ou à faible revenu qui comptent principalement sur le revenu du travail. » » En outre, le rapport souligne que : « La répartition très inégale des terres a créé des tensions sociales et politiques et est une source d’inefficacité économique, car les petits propriétaires terriens n’ont souvent pas accès aux crédits et autres ressources nécessaires pour accroître la productivité, tandis que les grands propriétaires n’ont pas toujours suffisamment d’incitations à le faire. »

### Causes liées au marché de la drogue
La violence, y compris la violence criminelle liée à la production et au trafic de drogue (problèmes d’une extrême acuité dans certaines régions du monde, comme l’Amérique centrale), à l’instabilité politique et aux conflits armés, continue de menacer des vies et de faire obstacle au développement social et économique. Les marchés de la drogue se trouvent principalement dans le monde développé, mais ce sont des pays du monde en développement qui sont impliqués dans sa production, sa transformation et son trafic. Le marché est vaste et croissant, et il en va donc de même pour l’industrie de la drogue. Cette dernière s’accompagne de violences car des groupes rivaux se battent pour des territoires. L’industrie de la drogue fait appel à une main-d’œuvre abondante, étant donné que la plupart de ses activités ne nécessitent pas de personnel qualifié. Dans de nombreux pays, ce sont principalement de jeunes garçons qui rejoignent le secteur. Cela signifie qu’ils abandonnent l’école et qu’ils mettent constamment leur vie en danger, en échange de rémunérations attractives. La production de drogue suppose l’occupation de vastes territoires et la domination des populations résidentes. De même, le trafic de drogue ouvre la voie à d’autres activités criminelles – extorsion, traite d’êtres humains et esclavage sexuel, enlèvements, etc. – qui compromettent la sécurité des personnes dans de nombreux endroits. Les pays d’Amérique centrale, le Mexique, la Colombie et certains pays d’Asie occidentale sont victimes de ce fléau. Ce problème n’a pas encore été résolu.

## Effets de la violence
On estime que 500 millions de personnes environ vivent dans les d'Amérique latine qui comportent un risque d’instabilité et de conflit. L’impact économique de la violence mondiale dont il faut contenir et maîtriser les conséquences est, selon les estimations, proche de 10 milliards de dollars EU, soit plus de 11 % du PIB mondial, ou deux fois le PIB du continent africain en 2013. Qui plus est, la part des budgets publics investis dans la sécurité et le secteur militaire détourne un volume substantiel de ressources qui pourraient être affectées au développement. Les dépenses militaires au niveau mondial ont continué de croître depuis 2000, atteignant 1 742 milliards de dollars EU dans le monde en 2012, et plusieurs pays consacrent une part plus grande de leur PIB aux dépenses militaires plutôt qu’à l’éducation.
Tout cela a des incidences majeures sur l’élaboration et la mise en œuvre de politiques d’éducation qui prennent en compte la question des conflits. Ces politiques doivent être inclusives, tant dans leur formulation que dans leur mise en œuvre, pour éviter que l’éducation ne reproduise des inégalités et des tensions sociales susceptibles d’agir comme catalyseurs de la violence et de l’instabilité politique.

## Éducation et inégalités
L’éducation aux droits de l’homme a un rôle important à jouer pour faire mieux connaître les problèmes qui sont source de conflits et les moyens d’y apporter un règlement équitable. Cette éducation est essentielle pour promouvoir le principe fondamental de la non-discrimination et la protection de la vie et de la dignité humaine dans un contexte de violence et de crise. Garantir à tous un environnement éducatif sûr, non violent, inclusif et efficace en est la condition.
Dans le primaire, la parité entre les sexes est atteinte en Europe centrale et orientale, en Asie centrale, dans la région Asie de l’Est et Pacifique, en Amérique latine et dans les Caraïbes, en Amérique du Nord et en Europe occidentale.
Dans l’enseignement secondaire, l’objectif de la parité entre les sexes a été atteint dans plusieurs régions, notamment en Asie centrale, en Asie de l’Est, en Amérique latine et dans les Caraïbes, de même qu’en Amérique du Nord et en Europe occidentale. Le nombre élevé d’abandons chez les garçons au niveau du secondaire dans certaines régions du monde, comme dans les Caraïbes et en Amérique latine, est également préoccupant à cause de ses conséquences sur la cohésion sociale.

## Sources
- Cet article est partiellement ou en totalité issu de la page « Repenser l'éducation: vers un bien commun mondial ? » de UNESCO, le texte ayant été placé par l’auteur ou le responsable de publication sous la CC BY-SA 3.0 IGO